# Brulange
Brulange est une commune française située dans le département de la Moselle et le bassin de vie de Moselle-est, en région Grand Est.

## Géographie

### Communes limitrophes
| Arraincourt | Thicourt | Thonville        |
|             | Brulange | Thonville        |
| Lesse       |          | Destry Marthille |

### Hydrographie
La commune est située dans le bassin versant du Rhin au sein du bassin Rhin-Meuse. Elle est drainée par le ruisseau la Rotte, le ruisseau de Manchebach et le ruisseau des Loups.
Le ruisseau la Rotte, d'une longueur totale de 23,4 km, prend sa source dans la commune de Morhange et se jette  dans la Nied à Vatimont, après avoir traversé 13 communes.

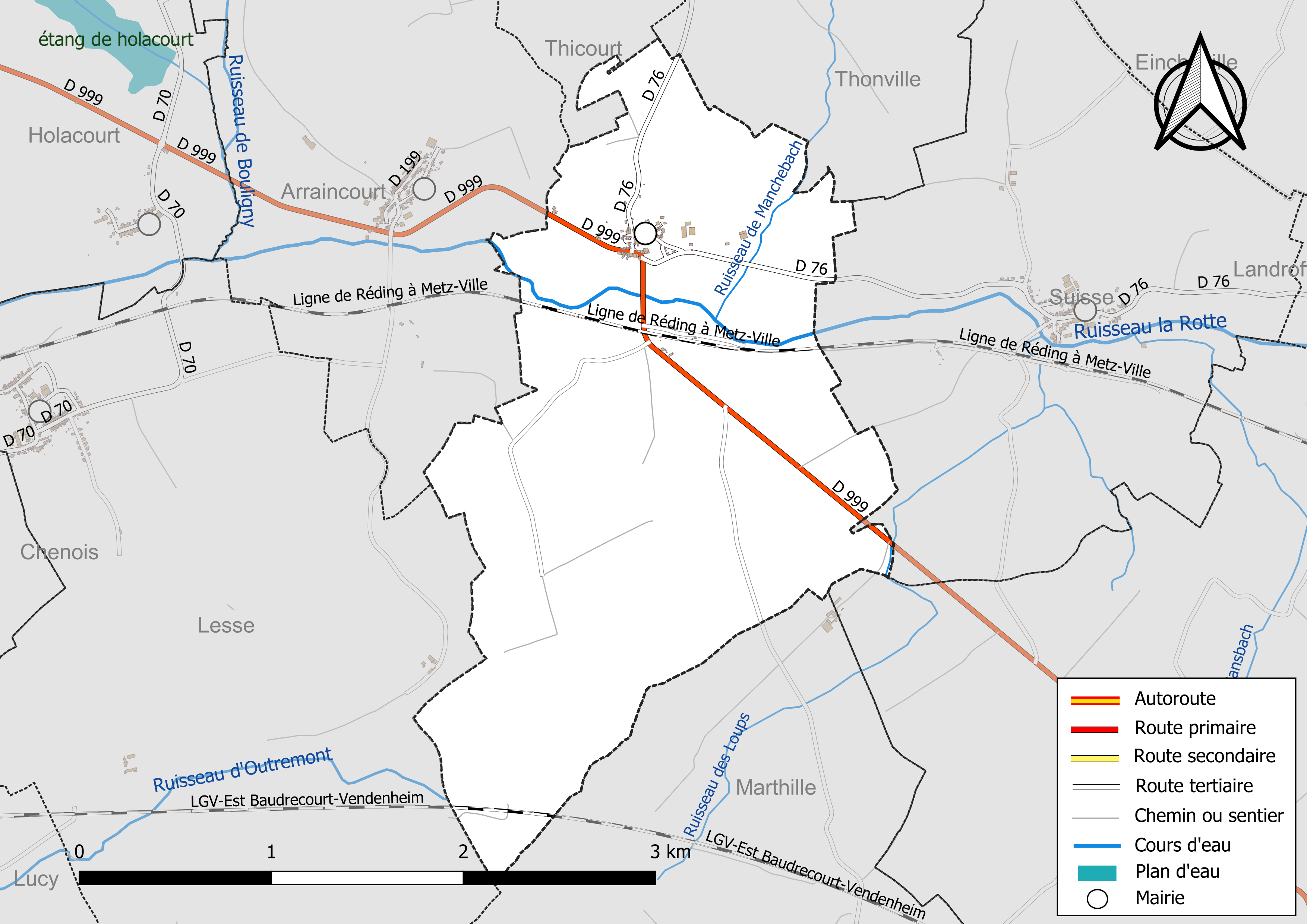
Réseaux hydrographique et routier de Brulange.

La qualité des eaux des principaux cours d’eau de la commune, notamment du ruisseau la Rotte, peut être consultée sur un site spécial géré par les agences de l’eau et l’Agence française pour la biodiversité.

### Climat
Pour des articles plus généraux, voir Climat du Grand Est et Climat de la Moselle.
En 2010, le climat de la commune est de type climat océanique dégradé des plaines du Centre et du Nord, selon une étude du Centre national de la recherche scientifique s'appuyant sur une série de données couvrant la période 1971-2000. En 2020, Météo-France publie une typologie des climats de la France métropolitaine dans laquelle la commune est exposée à un climat semi-continental et est dans la région climatique  Lorraine, plateau de Langres, Morvan, caractérisée par un hiver rude (1,5 °C), des vents modérés et des brouillards fréquents en automne et hiver. 
Pour la période 1971-2000, la température annuelle moyenne est de 9,7 °C, avec une amplitude thermique annuelle de 16,8 °C. Le cumul annuel moyen de précipitations est de 811 mm, avec 11,8 jours de précipitations en janvier et 9,2 jours en juillet. Pour la période 1991-2020, la température moyenne annuelle observée sur la station météorologique de Météo-France la plus proche, « Lesse_sapc », sur la commune de Lesse à 3 km à vol d'oiseau, est de 10,7 °C et le cumul annuel moyen de précipitations est de 694,0 mm. 
La température maximale relevée sur cette station est de 40 °C, atteinte le 25 juillet 2019 ; la température minimale est de −20,7 °C, atteinte le 20 décembre 2009,,. 
Les paramètres climatiques de la commune ont été estimés pour le milieu du siècle (2041-2070) selon différents scénarios d'émission de gaz à effet de serre à partir des nouvelles projections climatiques de référence DRIAS-2020. Ils sont consultables sur un site spécial publié par Météo-France en novembre 2022.

## Urbanisme

### Typologie
Au 1er janvier 2024, Brulange est catégorisée commune rurale à habitat dispersé, selon la nouvelle grille communale de densité à sept niveaux définie par l'Insee en 2022.
Elle est située hors unité urbaine. Par ailleurs la commune fait partie de l'aire d'attraction de Metz, dont elle est une commune de la couronne,. Cette aire, qui regroupe 245 communes, est catégorisée dans les aires de 200 000 à moins de 700 000 habitants,.

### Occupation des sols
L'occupation des sols de la commune, telle qu'elle ressort de la base de données européenne d’occupation biophysique des sols Corine Land Cover (CLC), est marquée par l'importance des territoires agricoles (89,6 % en 2018), en augmentation par rapport à 1990 (86,9 %). La répartition détaillée en 2018 est la suivante : 
terres arables (65,8 %), prairies (23,7 %), forêts (10,4 %). L'évolution de l’occupation des sols de la commune et de ses infrastructures peut être observée sur les différentes représentations cartographiques du territoire : la carte de Cassini (XVIIIe siècle), la carte d'état-major (1820-1866) et les cartes ou photos aériennes de l'IGN pour la période actuelle (1950 à aujourd'hui).

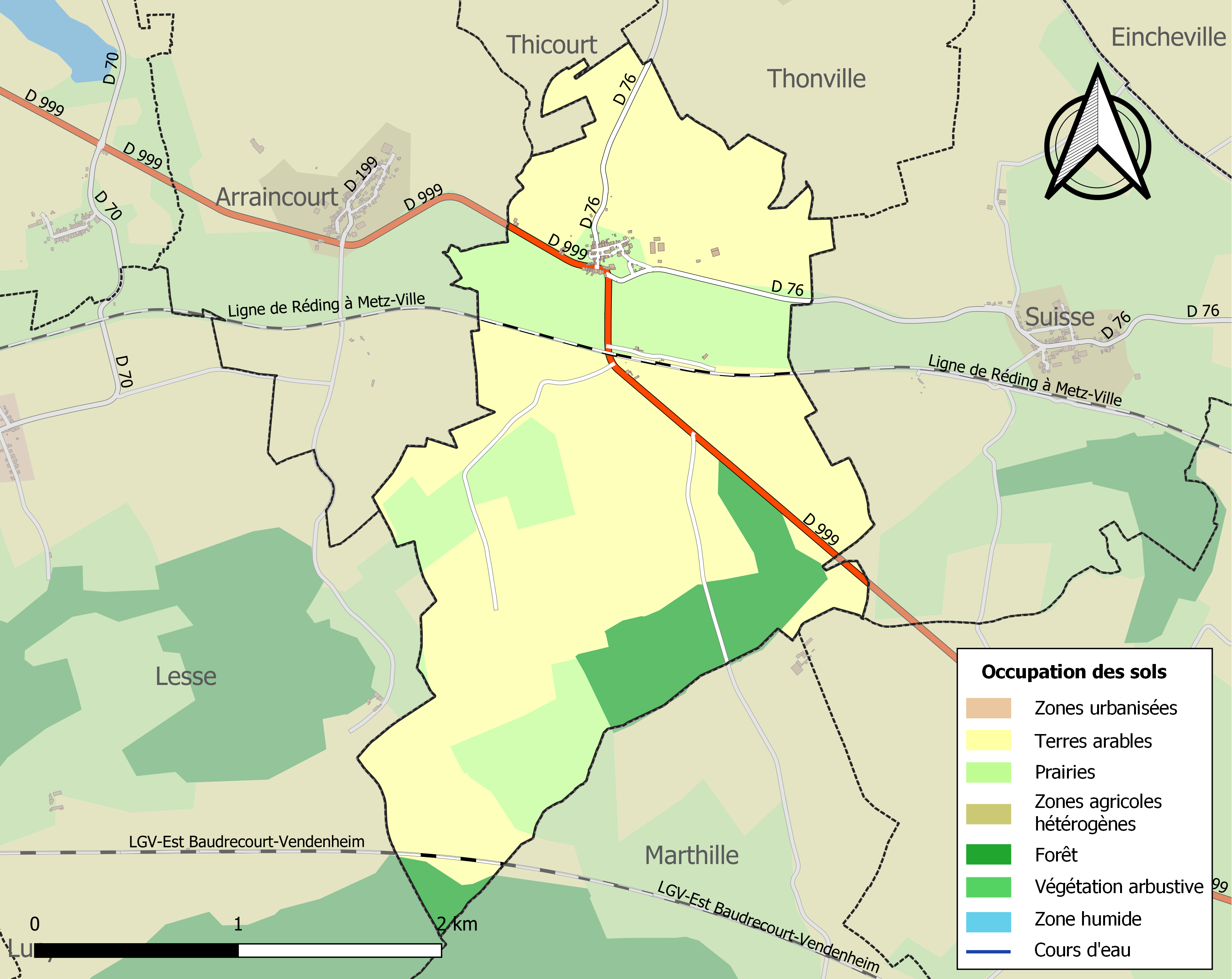
Carte des infrastructures et de l'occupation des sols de la commune en 2018 (CLC).

## Toponymie
- D'un nom de personne germanique Bradila[14] suivi du suffixe -ingen francisé en -ange.
- Bruolingen (1238)[15] ; Breulingen (1269[16] et 1361[15]) ; Broelingen, Brulingen, Breilingen (1340)[15] ; Breylingen (1340)[17] ; Breulange (1542)[15] ; Bruslange (1680)[17] ; Brullange[17] et Brulange[15] (1718) ; Brülingen (1871-1918).
- En allemand : Brœlingen[17].
- Durant le XIXe siècle, Brulange était également connu au niveau postal sous l'alias de Breling[18].

## Histoire

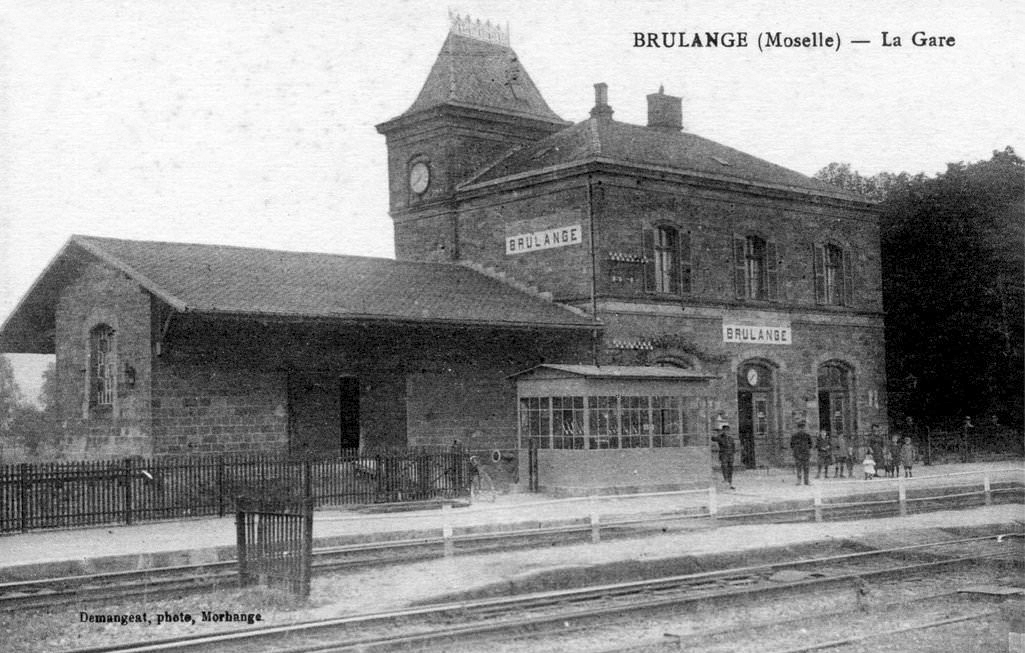
La gare de Brulange vers 1920

- Village du ban de la Rotte. Dépendait de l'ancienne province des Trois-Évêchés à partir de 1718. Ancienne cure de l'archiprêtré d'Haboudange.
- Gondremange, ancien village et château, se trouvaient à l’ouest de la commune. Mentionné en 1688 comme faisant partie de la seigneurie d’Arraincourt.

## Politique et administration
| Période                                  | Période  | Identité           | Étiquette      | Qualité |
| ---------------------------------------- | -------- | ------------------ | -------------- | ------- |
| Les données manquantes sont à compléter. |          |                    |                |         |
| octobre 1985                             | 2008     | Georges Barthelemy | sans étiquette |         |
| mars 2008                                | En cours | Jean-Claude Mayot  |                |         |

## Démographie
L'évolution du nombre d'habitants est connue à travers les recensements de la population effectués dans la commune depuis 1793. Pour les communes de moins de 10 000 habitants, une enquête de recensement portant sur toute la population est réalisée tous les cinq ans, les populations de référence des années intermédiaires étant quant à elles estimées par interpolation ou extrapolation. Pour la commune, le premier recensement exhaustif entrant dans le cadre du nouveau dispositif a été réalisé en 2004.

En 2022, la commune comptait 99 habitants, en évolution de −2,94 % par rapport à 2016 (Moselle : +0,52 %, France hors Mayotte : +2,11 %).
| 1793 | 1800 | 1806 | 1821 | 1836 | 1841 | 1861 | 1866 | 1871 |
| ---- | ---- | ---- | ---- | ---- | ---- | ---- | ---- | ---- |
| 305  | 232  | 287  | 521  | 571  | 547  | 302  | 278  | 267  |

| 1875 | 1880 | 1885 | 1890 | 1895 | 1900 | 1905 | 1910 | 1921 |
| ---- | ---- | ---- | ---- | ---- | ---- | ---- | ---- | ---- |
| 259  | 242  | 250  | 223  | 218  | 223  | 213  | 207  | 175  |

| 1926 | 1931 | 1936 | 1946 | 1954 | 1962 | 1968 | 1975 | 1982 |
| ---- | ---- | ---- | ---- | ---- | ---- | ---- | ---- | ---- |
| 183  | 174  | 176  | 164  | 163  | 171  | 140  | 360  | 320  |

| 1990 | 1999 | 2004 | 2006 | 2009 | 2014 | 2019 | 2022 | - |
| ---- | ---- | ---- | ---- | ---- | ---- | ---- | ---- | - |
| 92   | 93   | 107  | 111  | 104  | 108  | 96   | 99   | - |

## Culture locale et patrimoine

### Lieux et monuments

#### Édifices civils
- Vestiges du château de Gondremange (château détruit en 1124).
- Gare de Brulange (gare ferroviaire fermée dont le bâtiment est détruit)

#### Édifice religieux
- Église Saint-Maurice datant de 1777.

### Héraldique
| Blason de Brulange | Blason  | D'azur au chevron d'ort, accompagné de deux étoiles du même en chef et d'un vase garni de cinq roses tigées et feuillées le tout d'or, en pointe. |
| Blason de Brulange | Détails | Le statut officiel du blason reste à déterminer.                                                                                                  |

## Pour approfondir